# Marie Louise de Guzmán
Marie Louise Francisca de Guzmán y Sandoval (Sanlúcar, 13 oktober 1613 - Lissabon, 27 februari 1666) was van 1640 tot 1656 koningin en van 1656 tot 1662 regentes van Portugal als echtgenote van koning Johan IV. Zij was de moeder van twee koningen van Portugal (Alfons VI en Peter II) en van een koningin van Engeland (Catharina van Bragança). Zij trad op als regentes van Portugal van 1656 tot 1662.

## Levensloop
Marie Louise werd geboren als dochter van de Spaanse edelman Juan Manuel Pérez de Guzmán, de achtste hertog van Medina Sidonia, uit diens huwelijk met Juana Lorenza Gomez de Sandoval y la Cerda. Op 12 januari 1633 huwde ze met hertog Johan van Bragança (1604-1656), een van de belangrijkste Portugese edelen ten tijde van de Iberische Unie en de latere koning Johan IV van Portugal. 
Ondanks haar Spaanse afkomst was de als ambitieus, eigenzinnig en meedogenloos omschreven Marie Louise de drijvende kracht achter het beleid van haar echtgenoot tijdens de Portugese Revolutie tegen Spanje in 1640. Ook zou ze degene geweest zijn die haar echtgenoot overtuigde om de Portugese troon te aanvaarden, toen bleek dat de revolutie in het voordeel van de Portugezen kantelde. Toen men haar waarschuwde voor de gevaren om als Spaanse koningin te worden van een land dat de Spaanse invloed wilde indammen, zou ze geantwoord hebben met de volgende uitspraak: Liever een dag koningin, dan voor de rest van mijn leven hertogin. Nadat in 1641 een moordcomplot tegen Johan IV werd ontdekt, zou Marie Louise deel uitgemaakt hebben van de Corte die verschillende betrokken edelen liet executeren.
In 1656 overleed Johan IV en werd hij als koning van Portugal opgevolgd door zijn minderjarige zoon Alfons VI. Omdat die nog niet in staat was om te regeren, werd Marie Louise regentes voor haar zoon. Ze bleef deze positie ook uitoefenen nadat haar zoon volwassen werd verklaard, aangezien Alfons mentaal instabiel was. 
Als regentes verdedigde Marie Louise de vrijheid en onafhankelijkheid van Portugal en hield ze de regeringszaken stevig in handen. Ook hoopte ze dat haar jongste zoon Peter II de Portugese troon zou bestijgen en niet haar oudste zoon Alfons VI, van wie ze vreesde dat hij niet in staat was om te regeren. Ze had ook politiek talent en kon ervoor zorgen dat de nieuwe alliantie met Engeland, die in 1662 werd gesloten, een diplomatiek succes werd. Deze alliantie werd bezegeld met het huwelijk van haar dochter Catharina met koning Karel II van Engeland. Marie Louise had ook de leiding over de organisatie van het Portugese leger, dat gedurende de Portugese Restauratieoorlog de onafhankelijkheid van het land moest garanderen.
In 1662 kwam het regentschap van Marie Louise de Guzmán ten einde. Dat jaar wist graaf Luís de Vasconcelos e Sousa, graaf van Castelo Melhor en vertrouweling van Alfons VI, haar oudste zoon ervan te overtuigen dat zijn moeder erop uit was de troon van hem af te pakken en hem uit Portugal te verbannen. Alfons nam hierop de macht over en stuurde Marie Louise een klooster in, terwijl Luís de Vasconcelos e Sousa de ware machthebber van het land werd. 
Marie Louise de Guzmán overleed in februari 1666 aan tuberculose en werd bijgezet in het Pantheon van het Huis Bragança.

## Nakomelingen
Marie Louise en haar echtgenoot Johan IV kregen zeven kinderen:
- Theodosius (1634-1652), kroonprins van Portugal
- Anna (1635), kort na de geboorte overleden
- Johanna (1636-1653)
- Catharina (1638-1705), huwde in 1662 met koning Karel II van Engeland
- Emanuel (1640), kort na de geboorte overleden
- Alfons VI (1643-1683), koning van Portugal
- Peter II (1648-1706), koning van Portugal